# Columbo: Ein Spatz in der Hand
Ein Spatz in der Hand (Originaltitel: A Bird in the Hand…) ist eine erstmals auf ABC gesendete Episode der Kriminalfilm-Reihe Columbo aus dem Jahr 1992. Die deutschsprachige Erstausstrahlung der sechsten Folge der zehnten Staffel folgte 1993 auf RTL. Die US-amerikanische Schauspielerin Tyne Daly verkörpert als Doppelmörderin Dolores McCain die Gegenspielerin von Inspektor Columbo, dargestellt von Peter Falk.

## Handlung
Harold McCain ist ein pathologischer Glücksspieler mit hohen Spielschulden. Bei einem seiner Aufenthalte in Las Vegas wird er von seinem Gläubiger Mr. Hacker überrascht, sodass er fluchtartig das Spielcasino verlassen muss. Hilfe erhofft sich Harold von seinem wohlhabenden Onkel Fred McCain, dem Besitzer des mäßig erfolgreichen Football-Teams der Stallions. Fred ist auf seinen Neffen seit geraumer Zeit nicht gut zu sprechen und verweigert jegliche finanzielle Unterstützung, gewährt ihm jedoch vorübergehend Unterschlupf. Freds vernachlässigte und alkoholkranke Ehefrau Dolores McCain, zugleich Harolds heimliche Geliebte, kann den ausstehenden Betrag ebenfalls nicht aufbringen. Verzweifelt wettet Harold in einem wichtigen Spiel gegen den Sieg der eigenen Mannschaft, da er irrtümlich davon ausgeht, ein Schlüsselspieler könne aufgrund einer Verletzung nicht antreten. Doch die Stallions entscheiden die verloren geglaubte Begegnung noch zu ihren Gunsten. Harold gelingt es nur mit Mühe, Hacker länger hinzuhalten, der ultimativ die Begleichung der Rückstände fordert. Mithilfe einer Anleitung fertigt er eine Rohrbombe an und verbindet sie nach Einbruch der Dunkelheit mit dem Anlasser von Freds Luxuswagen. Mit der Tötungsabsicht verbindet er die Hoffnung, Dolores werde ihm als Erbin des Vermögens bei der Lösung seiner Probleme beistehen.
Tags darauf erscheint der Clubeigner nicht zu einem dienstlichen Termin. Daraufhin macht sich Harold, der zusammen mit einer Freundin in seinem Blockhaus übernachtet hat, auf den Weg zum Anwesen des Onkels. Entgegen seiner Erwartung wurde Fred beim Joggen infolge eines Unfalles mit Fahrerflucht getötet. Inspektor Columbo hat die Ermittlungen aufgenommen und rechnet im Verlauf der nachfolgenden Untersuchungen mit personeller Verstärkung. Bedauerlicherweise blockiert der präparierte Rolls-Royce des Opfers aber die Garageneinfahrt. Kurz darauf stellt der Gärtner Fernando fest, dass sein außerhalb des Grundstückes abgestellter Pick-up gestohlen wurde. Während die Polizisten das am Tatort wieder aufgefundene Fahrzeug begutachten, versucht Harold den unbeobachteten Moment zu nutzen, um den verräterischen Sprengsatz zu entfernen. Die Beamten kehren jedoch – begleitet vom Manager sowie von Reportern des Clubs – alsbald zum Haus zurück. Unvermittelt bietet Fernando an, Freds Limousine wegzufahren. Beim Starten des Motors kommt es zu einer gewaltigen Explosion, die von den laufenden Kameras des vereinseigenen Fernsehsenders aufgezeichnet wird. Im Anschluss findet Columbo ungewöhnliche Kratzspuren auf dem Asphalt neben dem zerstörten Wagen. Zu seiner Einschätzung befragt, zeigt sich Harold von der Täterschaft eines angeheuerten Profikillers überzeugt.
Im Rahmen der Trauerfeier nutzt Harold die Gelegenheit zu einer Unterredung mit Dolores. Zu seiner Verärgerung möchte sie die Geschäfte ihres verstorbenen Ehemannes eigenständig weiterführen, ohne sich von ihm beeinflussen zu lassen. Derweil stellt der Inspektor in einem Autohaus den mühsamen Einbau der Bombe nach. Dabei findet er heraus, dass der Täter Linkshänder ist und die rätselhaften Spuren auf dem Boden mit metallbeschlagenen Westernstiefeln verursacht hat. Durch diese Erkenntnisse gerät Harold sofort unter Verdacht, auf den beide Beschreibungen zutreffen. Nachdem Dolores mit ihrem Liebhaber ein Schäferstündchen in seiner Hütte verbracht hat, bittet Harold bei einem romantischen Abendessen in einem Restaurant erneut um das dringend benötigte Geld. Dolores fühlt sich ausgenutzt und lehnt entschieden ab. Harold greift nun zu drastischeren Mitteln: In erpresserischer Weise deutet er an, sie könne für Freds Tod verantwortlich sein. Bevor er zu einer nächtlichen Verabredung fährt, bringt er die nachdenklich gewordene Frau in ihre Villa zurück. Am nächsten Morgen teilt Dolores telefonisch mit, sie sei bereit, ihm die gewünschte Summe auszuhändigen. In ausgelassener Stimmung macht er sich von seinem Haus aus auf den Weg.
Später alarmiert Dolores die Polizei. Harold ist offenbar Opfer eines versuchten Raubmordes geworden und liegt erschossen in seinem Haus. Neben Details zu den angeblichen Plänen des Ermordeten erzählt Dolores auch von dessen Spielsucht. Bei der darauffolgenden Tatortbesichtigung stößt Columbo auf eine Reihe von Indizien, darunter eine größere Menge Bargeld, versteckt in einem der Stiefel. Allmählich gelingt es ihm, die Ereignisse zu rekonstruieren: Harold hat die vergangene Nacht in einer Spielbank verbracht und vorgehabt, tagsüber zu schlafen, um abends ausgeruht bei einem Pokerturnier antreten zu können. Da Dolores’ Erklärungen nicht zu diesem Ablauf passen, sucht der Inspektor die Witwe auf. Aus Videoaufnahmen von der Explosion geht hervor, dass Harold das Unglück kommen sah und folglich selbst herbeigeführt haben muss. Bei weiteren Nachforschungen im Casino erfährt Columbo unter anderem von einem morgendlichen Besuch beim hauseigenen Friseur. Er stattet Dolores einen weiteren Besuch in der Stadion-Loge der Stallions ab. Fotos von der taubenetzten Motorhaube ihres Wagens vor der Hütte widersprechen ihrer Behauptung, sie sei erst am Vormittag eingetroffen. Darüber hinaus weise Harolds Cowboyhut Spuren kürzlich geschnittener Haare auf. Da sich das sichergestellte Beweisstück noch vor Kurzem in Dolores’ Haus befunden hat, muss Harold zum Tatzeitpunkt ebenfalls dort gewesen sein. Anschließend habe Dolores ihn umgebracht und am Fundort abgelegt. Das an ihrem Mann verübte Gewaltverbrechen könne der Inspektor zwar nicht belegen, ihm genüge aber die Verhaftung wegen des Mordes an Harold. Derart in die Enge getrieben, lässt die Beschuldigte sich abführen.

## Hintergrund
Der Drehbuchautor Jackson Gillis lieferte unter dem Arbeitstitel M. O. of a Golden Goose eine Story über eine Dreiecksbeziehung zwischen dem Besitzer eines professionellen Basketballvereins, seiner untreuen Ehefrau sowie seinem mittellosen Neffen, der Insiderinformationen zur Beeinflussung von Sportwetten weitergibt und die Aufdeckung seiner illegalen Machenschaften befürchtet. In diesem Entwurf waren wesentliche Kernelemente der finalen Handlung enthalten, darunter die Rohrbombe am Fahrzeug und der unerwartete Tod seines Onkels beim Joggen, verursacht von dessen fahrerflüchtigen Partnerin. Gegen Ende wurde diese allerdings selbst zum Opfer, als Harold McCain im Affekt die „Gans“ tötet, die ihm nach der Erbschaft „goldene Eier“ legen sollte. Ähnlich wie Beth Chadwick in der Folge Schritte aus dem Schatten der ersten Staffel, vollzieht auch Dolores einen Wandel ihrer Persönlichkeit, als sie sich der Macht ihrer neuen Position bewusst wird. In diesem Zusammenhang wurde die Rahmen gebende Sportart Basketball durch American Football ersetzt, damit der Flirt von Dolores mit einigen Spielern auf der Trauerfeier in Bezug auf die Körpergröße der Athleten überzeugender wirkte.
Wie Koproduzent Jack Horger ausführte, wollten die Verantwortlichen ursprünglich Archivmaterial aus der National Football League verwenden, um ein Spiel des fiktiven Teams der Stallions nachzustellen. Wegen der hohen Kosten trafen sie die Entscheidung, auf die Canadian Football League auszuweichen, deren Saison bereits begonnen hatte. Ein lokaler Fernsehsender filmte im Auftrag der Produzenten eine Begegnung zwischen den Edmonton Eskimos und den Saskatchewan Roughriders aus verschiedenen Blickwinkeln. Da die kanadischen Spielfelder 10 Yards länger sind als die US-amerikanischen, wurde zwischen den Kameras und der 55-Yard-Markierung in der Mitte eine Bank platziert. Darüber hinaus stellte die Gästemannschaft eine komplette Uniform als Muster zur Verfügung, um den Darsteller des Spielers Clyde ausstatten zu können.
16 Jahre nach seiner letzten Verpflichtung für die Fernsehreihe steuerte Dick DeBenedictis erneut die Filmmusik bei. Zur Unterlegung der Titelsequenz wurde zunächst auf das Lied Rags to Riches von Tony Bennett zurückgegriffen, der in einer frühen Schnittversion der Episode als Platzhalter für das noch nicht fertiggestellte Stück des Filmkomponisten dienen sollte. Horger zufolge bestand Peter Falk auch nach der Beendigung des Werkes von DeBenedictis auf der ersten Version, weil die Musik seiner Ansicht nach Harold McCains Pechsträhne in Las Vegas in geeigneter Weise untermalt. Die Lizenzrechte für den Song waren im ursprünglichen Budget nicht enthalten und mussten nachträglich erworben werden.
Der englische Originaltitel der Episode wurde in der deutschen Synchronfassung korrekt abgebildet und bezieht sich auf das Sprichwort „Lieber den Spatz in der Hand als die Taube auf dem Dach“. Columbo benutzt die leicht abgewandelte Redewendung, als er genügend Beweise zusammengetragen hat, um Dolores McCain für den Mord an Harold McCain zu verhaften, ohne die Ermordung ihres Ehemannes nachweisen zu können.

## Besetzung und Synchronisation
Die deutschsprachige Synchronfassung entstand bei der Neue Tonfilm München nach einem Dialogbuch von Peter Woratz.
| Figur                | Darsteller      | Deutscher Sprecher |
| -------------------- | --------------- | ------------------ |
| Lieutenant Columbo   | Peter Falk      | Horst Sachtleben   |
| Gaststars            |                 |                    |
| Dolores McCain       | Tyne Daly       | Elisabeth Endriss  |
| Harold McCain        | Greg Evigan     | Thomas Danneberg   |
| Lieutenant Robertson | Frank McRae     | Wolfgang Hess      |
| Bertie               | Don S. Davis    | Thomas Rau         |
| Fernando             | León Singer     |                    |
| Mr. Hacker           | Michael Gregory |                    |
| „Big“ Fred McCain    | Steve Forrest   | Herbert Weicker    |
| Weitere Darsteller   |                 |                    |
| Casino-Manager       | Stephen Liska   | Erhard Hartmann    |
| Verkäufer            | G. F. Smith     | Thomas Reiner      |
| Casino-Kellnerin     | Carol Swarbrick |                    |
| Ed                   | Ed McCready     | Werner Abrolat     |
| Gerichtsmediziner    | John Petlock    | Ulrich Bernsdorff  |
| Clyde                | Joel Beeson     |                    |
| Sergeant Nancy Duran | Joanna Sanchez  | Bettina Kenter     |
| Polizistin           | Bebe Louie      | Astrid Polak       |
| Händler              | Gerry Okuneff   | Ulrich Bernsdorff  |
| Zuschauer            | David Alan Graf | Gerd Rigauer       |

## Rezeption
Die Fernsehzeitschrift TV Spielfilm vergab eine positive Wertung (Daumen hoch): „Schlaue Story und viele komische Szenen. […] Wieder sind es die Details, die Freude machen – wie Tyne Daly, Star des Serienduos „Cagney & Lacey“ als stets angetrunkene Dolores. Nebenbei erfahren wir, was Columbo (Peter Falk) von Kreuzworträtseln hält und welche Fußprobleme den armen Inspektor plagen.“
Der Autor Michael Striss wertete mit einem von vier Sternen (mangelhaft). Er kritisierte wieder einmal die dramaturgische Abweichung vom Serienkonzept durch den Drehbuchautor und die schwache Besetzung: „Diese Episode steht ihrem unsäglichen Vorgänger nur wenig nach. Wie schon mit »Der alte Mann und der Tod« und »Niemand stirbt zweimal« hat Jackson Gillis auch mit dieser konfusen Story der Serie einen schlechten Dienst erwiesen. Wiederum meinte er mit allen Regeln brechen zu können. Der erste Mord wird nicht gezeigt. Trotzdem kann man sich den Hergang denken, da der Plot durchschaubar und dementsprechend langweilig ist. Eine Stringenz der Handlung ist nicht gegeben. Auch die hohe Anzahl an Leichen passt nicht ins Columbo-Konzept. Tyne Daly hat seit ihren besten Tagen […] zwar an Gewicht, jedoch nicht unbedingt an Präsenz gewonnen. Greg Evigan (»Melrose Place«, »Tek War«) fehlt einfach das Format für einen Columbo-Mörder. Es ist nur konsequent, dass sein Anschlag erfolglos blieb. Auch Hollywood-Veteran Steve Forrest ist nur noch ein Schatten seiner selbst.“